# Coleophora praecursella
Coleophora praecursella é uma espécie de mariposa do gênero Coleophora pertencente à família Coleophoridae.